# Валетова Ніна Петрівна
Ніна Петрівна Валетова (також Ніна Тохтаман Валетова, англ. Nina Petrovna Valetova, англ. Nina Tokhtaman Valetova; нар. 19 листопада 1958, Бердяш, Башкирська АРСР) — російська та американська художниця чуваського походження напрямку метафізичного реалізму. У 1983 році здобула ступінь спеціаліста на художньо-графічному факультеті БДПІ. Імігрувала до США у 1993 році.

## Роботи в публічних колекціях
Московський музей сучасного мистецтва, Москва, Росія
- Час змін, 2002, 2002
- Лабіринт, 2001
- Віддзеркалення, 1998
- Мутанти, 2001

Чуваський державний художній музей, Чебоксари, Росія
- Ніч, 2000[2]
- Давні сказання пращурів, 2008[3]
- Зов предков, 2008[4]

Новочебоксарський художній музей [Архівовано 12 листопада 2011 у Wayback Machine.], Новочебоксарськ, Росія
- Амасин, 2009

Омський центр сучасного мистецтва, Омськ, Росія
- Подолання, 2000

## Виставки
- 2011 Amasin Art Gallery, Virginia, США[5]
- 2011 «Art Beijing 2011», Пекін, Китай
- 2011 A. Jain Marunouchi Gallery, Нью-Йорк, США
- 2011 «Arte Pordenone 2011», Порденоне, Італія

Інші художники галереї: Василь Кандінський, Олександра Екстер
- 2011 «Arte Genova 2011», Fiera di Genova, Генуя, Італія[6]

Інші художники галереї: Василь Кандінський, Олександра Екстер
Виставка разом з художниками: Амедео Модільяні, Енді Воргол, Марк Шагал, Пабло Пікассо, Віктор Вазарелі
- 2011 Вернісаж, Artinvest SRL Torra della Filanda, Ріволі, Турин, Італія

Інші художники галереї: Василь Кандінський, Олександра Екстер
- 2010—2011 «From history to contemporary», jma Gallery / N Gallery / Euro-Asian Art and Culture Organization, Вена, Австрия[7]

Виставка разом з художниками: Франсіско-Хосе де Гойя , Пабло Пікассо, Сальвадор Далі, Марк Шагал, Віктор Вазарелі, Лукас Кранах
- 2009 Fashion District Art Show, Нью-Йорк, США
- 2009 «Metamorphosis», Agora Gallery, Нью-Йорк, США[8]
- 2009 «Золотий вінець», Чуваський державний художній музей, Чебоксари, Росія[9]
- 2006 World Fine Art Gallery, Нью-Йорк, США[10]
- 2001 «АртМанеж 2001», Манеж, Москва, Росія[11]
- 2001 «Золотая кисть 2001», Новий манеж, Москва, Росія
- 1995 Arthaus Gallery, Даллас, Техас, США
- 1990—1991 Boulevard Galerie, Копенгаген, Данія
- 1983 Республіканська виставка молодих художників

## Альбоми
- 2016 Awarded Art, Art Book, Німеччина
- 2016 HIMMELBLAU ArtCompass, Art Book, Art Domain Whois Publisher, Німеччина
- 2013 «Important World Artists», World Wide Art Books, Санта Барбара, Каліфорнія, США
- 2013 «International Contemporary Artists», vol. VI, ICA Publishing, Нью-Йорк, США
- 2011 Міжнародний енциклопедичний словник сучасного мистецтва, Casa Editrice Альба, Феррара, Італія[12][13]
- 2009 Міжнародний енциклопедичний словник сучасного мистецтва, Casa Editrice Альба, Феррара, Італія
- 2002 Russian Artistic Guide 2002, London Contemporary Art, Лондон, Велика Британія

## Статті та публікації,
- 2017 Not Random Art, art magazine
- 2016 ART QA Magazine SPRING, Бруклін, США
- 2016 HOOP DOOP MAGAZINE ISSUE, Амстердам, Нідерланди
- 2014 Hidden Treasure Art Magazine Yearbook, Велика Британія
- 2011 «Альтернативные миры Нины Валетовой», Сайт пам'яті Сергія Кускова, Москва, Росія[14]
- 2011 «Artinvest s.r.l. Galleria d'Arte e casa d'aste», no.32 2011, p. 154, Art&tra, Італія[15]
- 2009 «Нина Валетова», ArtisSpectrum, vol.21, New York, NY, USA[16]
- 2003 «Мир с другой стороны», Сергій Кусков
- 2001 «Alternative Worlds of Nina Valetova», Сергій Кусков

## Каталоги
- 2011 «Colleción di obras Nina Tokhtaman Valetova», Suu Art Magazine, no.88 2011, Валенсія, Іспанія[17]
- 2009 Sourcebook to the Art World 2009 Guide, Art in America, США
- Щорічно з 2006 року «Единый каталог художников», Професіональний союз художників, Москва, Росія[18]